# Institut für den Medizinischen Arbeits- und Umweltschutz der Bundeswehr
Das Institut für den Medizinischen Arbeits- und Umweltschutz der Bundeswehr  (InstMedArbUmwSchBw) in Berlin wurde 2003 aufgestellt und war das Kompetenzzentrum des Sanitätsdienstes der Bundeswehr für die wissenschaftliche Bearbeitung wehrmedizinisch relevanter Fragestellungen aus den Bereichen der Arbeitsmedizin, Umweltmedizin und Umwelthygiene. Es wurde am 31. Dezember 2013 aufgelöst und wurde übergangsweise der Außenstelle Zentrales Institut des Sanitätsdienstes der Bundeswehr Kiel zugeteilt. Mit Aufstellung des Institutes für Präventivmedizin der Bundeswehr sollen die Fähigkeiten dorthin abwandern.

## Lage
Das Institut befand sich zusammen mit dem Bundeswehrkrankenhaus Berlin und einer Außenstelle des Zentralen Instituts des Sanitätsdienstes der Bundeswehr Kiel in einer gemeinsam genutzten Liegenschaft in Berlin-Mitte.

## Aufgaben
Die Soldaten und zivilen Mitarbeiter im Institut erforschten, entwickelten und erprobten militärspezifische Methoden und Verfahren zur Prophylaxe, Diagnostik und Therapie sowie zur Begutachtung und Verifikation arbeits- und umweltbedingter Gesundheitsstörungen bei Soldaten der Bundeswehr im In- und Ausland.
- Bereitstellung von Expertensachverstand und Spezialdiagnostikkapazität zu Fragestellungen des medizinischen Arbeits- und Umweltschutzes in der Bundeswehr
- Aufklärung von spezifischen Erkrankungen und Todesfällen aufgrund von Arbeits- und Umweltbelastungen insbesondere im Einsatz
- Forschung zu Pathomechanismen, Prävention, Diagnostik, Therapie und Epidemiologie von arbeits- und umweltbedingten Erkrankungen unter militärspezifischen Bedingungen.